# Акопян, Валерий Григорьевич (предприниматель)
Валерий Григорьевич Акопян (укр. Валерій Григорович Акопян; род. 20 июля 1958 года, г. Чеховка Чернобаевского района Черкасской области) — украинский предприниматель и государственный деятель, депутат Верховной Рады Украины III-IV созывов (1998—2006).Академик Украинской Академии Наук (2003), Заслуженный экономист Украины, Доктор философских наук,  основатель ежегодной Спартакиады среди потерпевших на производстве "Сила Духа "(с 2013 г.)

## Биография
Родился 20 июля 1958 года в селе Чеховка Чернобаевского района Черкасской области в семье киномехаников.
Окончил Киевский геологоразведочный техникум в 1978 году. С 1978 по 1980 год проходил службу в армии, в июле 1980 года работал регулировщиком радиоаппаратуры ПО «Коммунист» (г. Киев), с 1980 по 1982 год был геофизиком-оператором геофизической партии Киевской геофизической экспедиции. С 1982 по 1991 год работал инженером-механиков Киевского отдела Черкасского монтажно-наладочного управления. В 1991 году окончил Киевский институт народного хозяйства по специальности «экономист».
С 1991 по 1992 год был главным бухгалтером МП «Зооцентр», с 1992 по 1994 год — главным бухгалтером МП «Альциона». С 1994 по 1995 год являлся директором аудиторской фирмы «Альфа-Омега», с 1995 по 1996 год — главным бухгалтером корпорации «Республіка» и АОЗТ «Интергаз» (г. Киев).
С 1996 по 1998 год — помощник-консультант народного депутата Украины, одновременно с 1997 по 1998 год — вице-президент АОЗТ «Интергаз».
На парламентских выборах в 1998 году избран депутатом Верховной рады Украины III созыва) по Вознесенскому избирательному округу № 131 Николаевской области, набрав 42,91% голосов среди 17 кандидатов. Первоначально был членом фракции Народно-демократической партии (до ноября 1998 года), затем внефракционным депутатом (с ноября 1998 года по февраль 1999 года), в дальнейшем являлся членом депутатской группы «Возрождение регионов» (с февраля 1999 года по апрель 2001 года) и членом фракции Партии «Демократический союз» (с апреля 2001 года). Был членом Комитета по вопросам финансов и банковской деятельности.
На парламентских выборах в 2002 году избран депутатом Верховной рады Украины IV созыва) по Вознесенскому избирательному округу № 132 Николаевской области, получил 44,74% голосов среди 10 кандидатов. Первоначально был членом фракции «Единая Украина» (с мая по июнь 2002 года), членом фракции «Регионы Украины» (с июня 2002 года по декабрь 2004 года), внефракционным депутатом (с 1 по 14 декабря 2004 года), членом фракции Народной аграрной партии Украины (с декабря 2004 года по март 2005 года), членом фракции Народной партии (с марта по декабрь 2005 года). Являлся членом Комитета по вопросам европейской интеграции.Член украинской части Комитета по сотрудничеству с Евросоюзом , член Парламентской Ассамблеи Черноморского Экономического Сотрудничества (2002-2206). Член Коллегии МВД Украины(2002-2004).
С 2009 -2012) года член правления Фондов социального страхования по безработице; по временной трудоспособности; от несчастных случаев на производстве и профессиональных заболеваний Украины.
Член редколлегии научного сборника "Гилея:научный весник(2005). Автор больше 40 научных публикаций по истории, экономике и философии, в том числе:4 брошюры , 27 научных статей ,1 научного сборника, 1 монографии , 1 учебника. Соавтор изданий "Реабилитированные историей".
Награжден: орденом Святого князя Владимира I ст.(2014) и II ст.(1998), орденом Нестора Летописца(2000), знаком "За содействие органам внутренних дел Украины"(2003), Нагрудным знаком МВД Украины(2003), Почетной Грамотой Верховной Рады Украины(2005)
С 2012 по 2017 годы Директор Исполнительной дирекции Фонда социального страхования от несчастных случаев на производстве и  профессиональных заболеваний Украины, с 1998 по 2002 годы -Президент киевского хоккейного клуба «Беркут-Киев».В браке, четверо детей.
Увлечения:литература, история, философия, шахматы, хоккей, водные виды спорта, рыбалка.